# えとぴりか
えとぴりか（ロシア語: Этопирика、英語: Etopirika）は、日本の独立行政法人北方領土問題対策協会が北方四島交流事業に使用する客船。

## 概要
従来、北方四島交流事業にチャーターされていた客船ロサ・ルゴサが所有者の税金滞納により斜里町に差し押さえられ、競売にかけられたため、その代船として中谷造船で建造され、2012年の北方四島交流事業から使用が開始された。本船は株式会社マリン・アドベンチャーが保有しており、北方領土問題対策協会が長期傭船契約を結び運航を委託している。また、2014年以降は、北海道が実施する北方墓参も本船を使用して行われている。
船名は公募され、選考委員会によって応募総数2,469件の中から22件の応募があった「えとぴりか」に決定された。根室半島や北方四島の周辺に生息し、双方を自由に行き来する海鳥エトピリカにちなんだもので、事業の性格を考慮して穏やかなイメージを与えるひらがな表記とされた。
交流事業に使用しない冬期は、流氷回避と法定検査の実施を兼ねて瀬戸内海へ回航され係船される。回航の途中では各地に寄港して、巡回研修事業を実施している。

## 設計
船体は4層構造で、4Fが操舵室および乗組員区画、3Fがロビー・食堂および搭載艇デッキ、2Fが船室および浴室、1Fが船室となっている。
デッキには上陸用の搭載艇として「えとぴりか2」を搭載しており、舷側および船尾に移乗用の開口が設けられている。

## 船内
元島民の高齢化に対応して、バリアフリー化された多目的浴室・トイレ、バリアフリー客室、船内エレベータが設置されている。

### 船室
- 客室（8名・6名・4名部屋） - 洗面台付
- バリアフリー客室

### 設備
- 休憩室
- 食堂
- 浴室
- ランドリースペース